# Карнавал душ (фільм, 1998)
Карнавал душ (англ. Carnival of Souls) — американський фільм 1998 року.

## Сюжет
Маленька дівчинка Алекс Грант в дитинстві отримала сильну психологічну травму, коли стала свідком вбивства своєї матері людиною в масці клоуна. Маніяк потрапляє до в'язниці. Проходить багато років. Несподівано в барі Алекс стикається з убивцею своєї матері. Виявляється, вбивця був достроково звільнений, і тепер одержимий жагою помсти. Він викрадає Алекс і наказує їхати за місто. Але по дорозі дівчина свідомо спрямовує машину вниз з величезного мосту. Виживає тільки Алекс, а труп іншої людини поліція не виявляє. Незабаром Алекс починають переслідувати галюцинації, кошмари і бачення людини в масці клоуна.

## У ролях
- Боббі Філліпс — Алекс Грант
- Шоуні Сміт — Сандра Грант
- Ларрі Міллер — Луї Сігрем
- Пол Йоханссон — Майкл
- Клівант Деррікс — Сід
- Генрі Дж. Сандерс — офіцер Собі
- Брендан Діллон — Генрі
- Анна К. МакКаун — Елейн
- Ракель Боден — молода Алекс
- Тіффані Енн Тейлор — молода Сандра
- Джозеф С. Гриффо — фотограф
- Роберт ЛаСардо — Кендімен
- Марк Паскелл — клоун
- Еллен Альбертіні Доу — місіс Мельцер
- Ендрю Крейг — працівник
- Майкл Фенісі — доктор Голдфайн
- Венді Вортінгтон — реєстратор
- Брент Хінклі — поліцейський
- Сідні Бергер — поліцейський